# Estació d'enllaç
Estació d’enllaç (en español: Estación de enlace) es una serie de televisión dramática ambientada en la década de los 90 en una estación de tren de Barcelona. En este entorno tan connotativo, una serie de personajes fijos y habituales convivirán con otros esporádicos que sirven de excusa argumental.
La serie la produjo Televisió de Catalunya con guiones de Jaume Cabré y Piti Español. La serie consta de 140 episodios de entre 45 y 50 minutos y se emitió por primera vez entre 1994 y 1999.

## Ambientación
Los acontecimientos de Estació d’enllaç se centran en el vestíbulo de una estación de tren de una metrópolis en un intervalo de tiempo que va de las cinco de la tarde a las once de la noche. Sin tener las dimensiones de la Estación de Sants o de la Estación de Francia, la situación se ambienta en una estación más pequeña y de enlace, como la de Paseo de Gracia o la de Fabra i Puig. Por la estación pasan trenes de larga distancia y también hay un enlace con el aeropuerto y el metro. Fuera del recinto hay una para de taxis y una estación de autobuses.
El escenario principal de la serie es el vestíbulo de la estación y la zona comercial, donde están ubicados algunos establecimientos importantes durante el transcurso de la serie.
- El bar
- El quiosco
- La casa del jefe de la estación
- El despacho del jefe de la estación
- La casa de la dueña de la tienda
- La tienda de souvenirs y la trastienda

## Reparto y personajes
| Actor                   | Personaje      |
| ----------------------- | -------------- |
| Josep María Pou         | Manel García   |
| Mercè Arànega           | Glòria Canales |
| Ramón Madaula           | Eduard Badia   |
| Carles Sales            | Pere Comes     |
| Marta Angelat           | Fina Llopis    |
| Fermí Casado            | Tomàs García   |
| Laia Marull             | Ester Valls    |
| Aina Clotet             | Laura Valls    |
| Àngels Poch             | Teresa Solsona |
| Pere Raich              | Mesa           |
| Glòria Cano             | Berta          |
| Pep Pla                 | Jan Schejbal   |
| Santi Ricart            | Toni Massagué  |
| Savina Figueras-Jansana | Elena          |
| Laia Castrillo          | Raquel         |
| Pepa Arenós             | Rosa           |
| Francesc Orella         | Arnau Manovens |
| Eufèmia Roman           | Rut Llopis     |
| Francesc Garrido        | Xavier Estradé |

- Datos: Q11920774